# Nancy Soto
Nancy Mabel Soto Martínez (Catedral, San José, 29 de mayo de 1981) es una exmodelo, ex-reina de belleza y docente preescolar bilingüe, que participó en el Miss Universo 2004, colocándose en el cuadro de diez finalistas, Soto logró participar en el afamado concurso que se llevó a cabo en Quito, Ecuador, luego de vencer en el Miss Costa Rica 2004 como representante de Heredia, en la actualidad, Soto se dedica a la educación, siendo fundadora y directora de un centro educativo.

## Vida personal
Nancy Soto nació en el distrito metropolitano de Catedral, en el cantón central de San José, el 29 de mayo de 1981, sin embargo, gran parte de su vida y hasta la actualidad, la ha vivido en la provincia de Heredia, es educadora bilingüe y además, de ejecutiva inmobiliaria, le apasiona el tenis y se caracterizó por anhelar desde los cinco años, participar en un concurso de belleza, Soto Martínez, es madre de una pareja de niños y en la actualidad esta casada.

## Certámenes de Belleza
Soto, evidenció desde su paso por algunos concursos de belleza, la pasión que tenía por representar al país en un concurso internacional.

### Miss Teen Costa Rica 1999
Nancy participó en la décima edición de este concurso con 17 años de edad, coronándose como ganadora, compartió escenario con algunas otras mujeres que fueron relevantes en el modelaje nacional, como lo fue el caso de María del Mar Ruiz, se transmitió por el desaparecido canal 2, Soto ganó el derecho de representar a Costa Rica en el Miss Teen International 1999, que se llevó a cabo en Panamá.

### Miss Costa Rica 2004
Soto participó en el Miss Costa Rica 2004, como representante de Heredia, la noche final se llevó a cabo en el Auditorio del Museo Nacional de Niños, donde se celebró los 50 años del concurso, se coronó con 21 años de edad, anteponiéndose a Shirley Calvo y Tatiana Vargas, la cual fue designada al Miss Mundo de dicho año, pues para este entonces la Organización Miss Costa Rica, contaba con ambas franquicias. Al final de la velada, Soto mencionó las siguientes palabras:
“Como les digo a mis alumnos, como se lo digo a todas las mujeres, luchen por sus sueños, por sus metas, para que al final los lleguen a coronar”.
Aunado a ello, en entrevista con el medio Al Día, Soto mencionaba lo siguiente:
Como lo había dicho minutos antes, ante la pregunta de los jueces, ese momento, esa corona, se debía a un sueño de niña.
Con este título, la herediana, logró representar al país en la edición 53.ª del Miss Universo.

### Miss Universo 2004
Soto, participó en la edición 53.ª del Miss Universo, correspondiente al Miss Universo 2004, que se llevó a cabo la noche del 1 de junio de 2004, en el Centro de Exposiciones y Convenciones Mitad del Mundo, en Quito, Ecuador, Nancy se enfrentó con candidatas de 79 países y territorios autónomos, al final de la velada, se ubicó dentro del top 10 finalistas, fue nombrada en la undécima posición del primer corte y en la primera posición del segundo corte, Soto fue la segunda costarricense en clasificar a un top de finalistas del Miss Universo, pues cincuenta años antes, Marian Esquivel McKeown había logrado la hazaña, Soto es parte del selecto grupo de seis costarricenses en ingresar a un cuadro de finalistas en Miss Universo, siendo además la primera costarricense finalista del siglo XXI.
| Predecesor: Andrea Ovares | Miss Costa Rica 2004 | Sucesor: Johanna Fernández |